# Robert Nittinger
Robert Nittinger (19. května 1838 Řevničov – 19. června 1906 Roudnice nad Labem), byl rakouský a český právník a politik, v 70. letech 19. století poslanec Českého zemského sněmu a Říšské rady, jeden z prvních zvolených zákonodárců za mladočeskou stranu.

## Biografie
Profesně působil jako advokát v Praze a Roudnici nad Labem. Publikoval právní studie. Zasedal v pražském obecním zastupitelstvu a radě. Na post rezignoval roku 1883.
V 70. letech 19. století se zapojil i do zemské politiky. V zemských volbách v roce 1870 byl zvolen do Českého zemského sněmu za kurii venkovských obcí (obvod Rakovník – Křivoklát – Nové Strašecí – Louny). Mandát obhájil za týž obvod i ve volbách roku 1872. V rámci tehdejší politiky české pasivní rezistence ale křeslo nepřevzal, pro absenci byl zbaven mandátu a následně opět zvolen v doplňovacích volbách roku 1873. Opět bojkotoval sněm a přišel o mandát. V doplňovacích volbách roku 1874 byl na sněm zvolen znovu, tentokrát reprezentoval nově vzniklou mladočeskou stranu (Národní strana svobodomyslná), která odmítala pokračující bojkot zemského sněmu a sedm jejích zvolených zákonodárců (včetně Nittingera) se proto 15. září 1874 aktivně ujalo výkonu svých mandátů.
V prvních přímých volbách do Říšské rady roku 1873 byl zvolen i do Říšské radě (celostátní zákonodárný sbor) za kurii venkovských obcí (obvod Smíchov – Rakovník…). Vůči vídeňskému parlamentu ale pasivní rezistence trvala. Z politických důvodů se tedy nedostavil do sněmovny, čímž byl jeho mandát prohlášen za zaniklý.

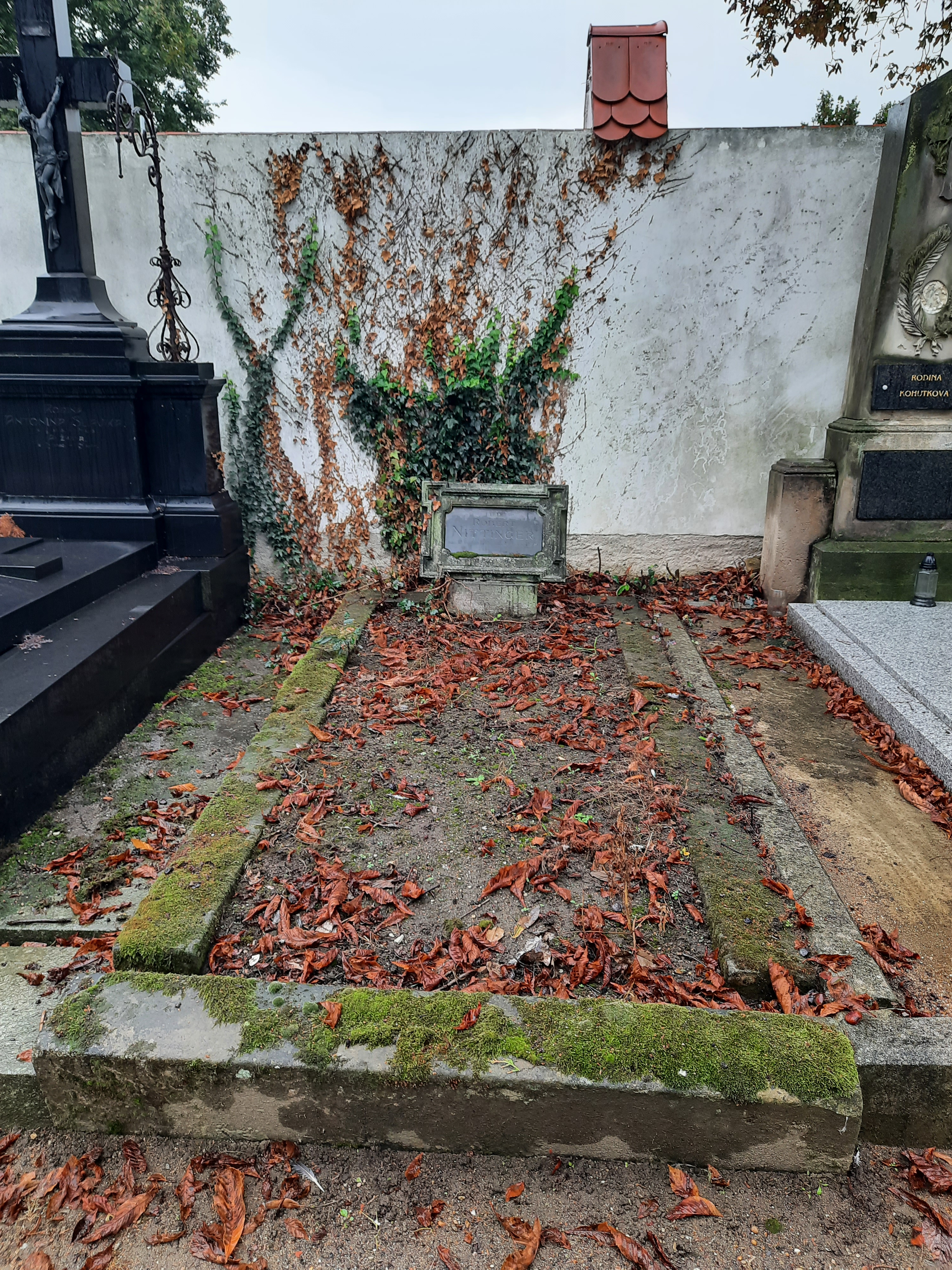
Hrob Roberta Nittingera na Městském hřbitově v Roudnici nad Labem

Koncem 70. let odešel z politického života a přestěhoval se nejprve do Štětí, později do Roudnice nad Labem. Tam také 19. června 1906 zemřel. Pohřben byl na roudnickém hřbitově.